# Chloroclystis melanocentra
Chloroclystis melanocentra là một loài bướm đêm trong họ Geometridae.